# 避雷針ファッション

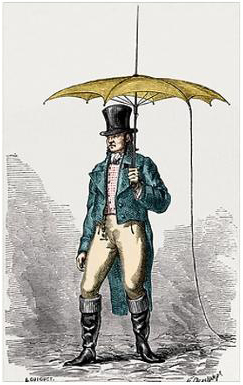
避雷針付きの傘

避雷針ファッション（ひらいしんファッション、Lightning rod fashion）とは、傘や帽子などに避雷針を取り入れたファッションのことで、ベンジャミン・フランクリンが発明した避雷針が紹介されて以降の18世紀のヨーロッパで流行した。特にパリでは、女性であれば避雷針付きの帽子を、男性であれば避雷針付きの傘を身に着けることが人気であった。このファッションの基本的なアイディアは、フランクリンの発明した保護装置が人の代わりに落雷を受け止めてくれ、地面に垂らされた細い金属の鎖を通じて安全に電気が逃がされるというものである。技術的には有効性が立証されていたため、木造の建物を保護するためにフランスでもすでに一部では避雷針が設置されていた。そのため、その科学的な仕組みが同時代のファッションにも取りいれられたのである。

## 背景
18世紀半ばに、ベンジャミン・フランクリンは木造の建物を保護するための避雷針を発明したが、アメリカで避雷針が普及したのはようやく19世紀にはいってからで、彼がそのアイデアを初めて公表してから50年以上も経っていた。一方でその頃ヨーロッパの社交界では、彼の実験は電気というよりもファッションに関する話題として受け入れられていた。

## スタイル

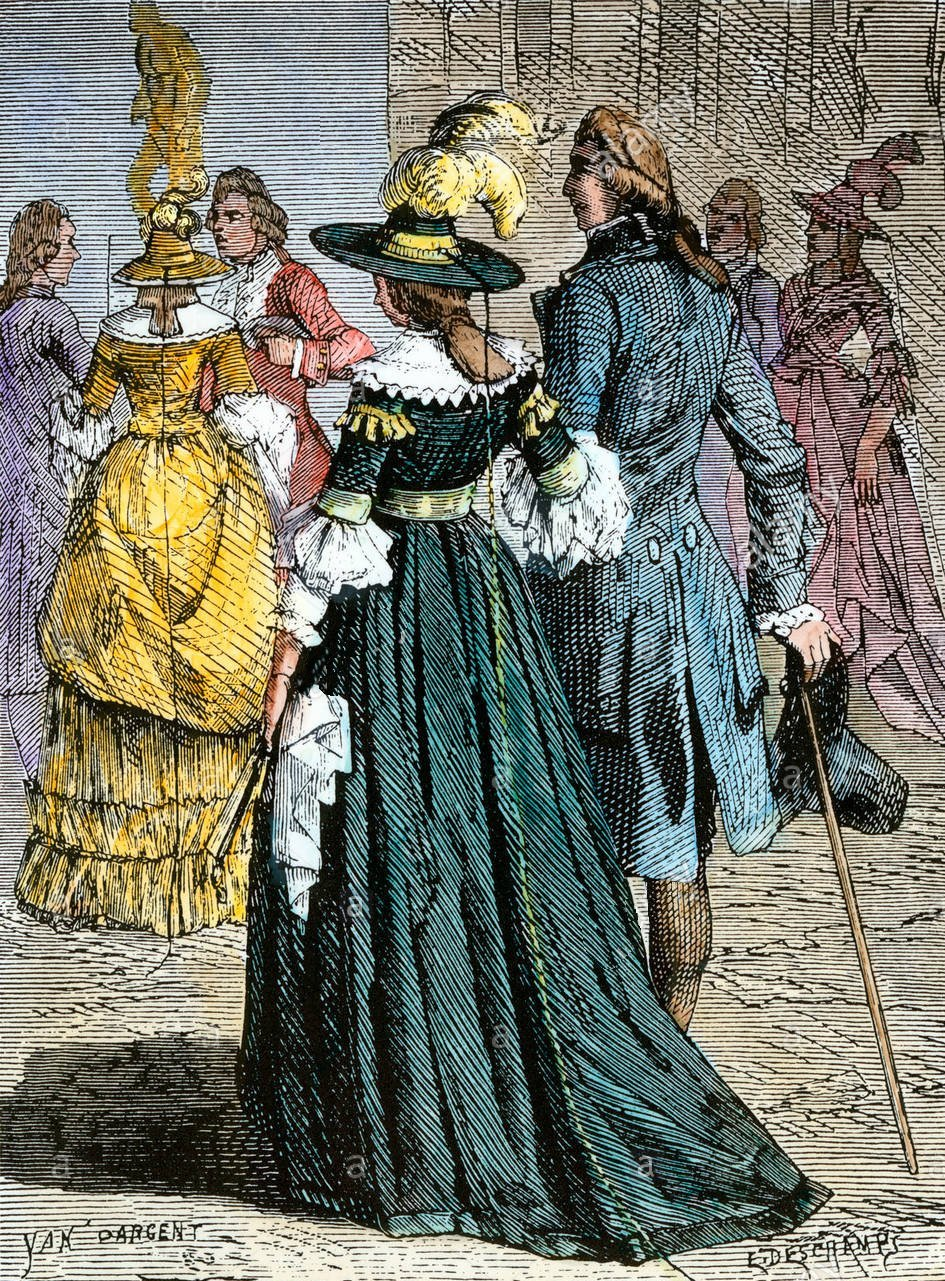
避雷針付の帽子をかぶった女性

人間の頭にアクセサリーと一緒に避雷針を置き、落雷から身を守るというアイデアを試す実験が行われたのは1778年である。女性の帽子には金属を織ったリボンが巻かれ、そこから銀でできた細い鎖が垂らされた。この鎖は、背中の服の上から地面に垂らされた。稲妻がリボンに落ちれば、理論上は、電気が鎖を通じて地面に放電されるため、この帽子をかぶっている女性の安全は保たれる。保護帽にもなると考えられたこの種の帽子は、1778年にはパリの流行ファッションとなった。フランスではこの帽子はそのまま「避雷帽」(ひらいぼう、le chapeau paratonnerre)と呼ばれた。
この帽子の男性版は、先のとがった棒がついた傘であった。棒から伸びた金属の鎖が、開いた傘のうえから地面に垂らされるため、この傘には雷が伝わる経路がそなわっているといえる。この傘もフランスでは「避雷傘」(ひらいがさ、le parapluie-paratonnerre)と呼ばれた。
フランスの医師で作家のクロード・ジャン・ヴォー・ドロネーは、完全に伸ばせば6メートルにもなる、携帯式の折り畳み型避雷針の実演を行った。これは、畑にいる農夫のように開けた場所にいる人が使うことを想定したものだった。
1851年の万国博覧会にあわせて書かれたユーモア劇『ロンドンの水晶宮あるいはパリジャン』(Le Palais de Cristal ou les Parisiens à Londres)では、「中国人の発明」として避雷針付きの帽子が登場する場面がある。